# Arc de Berà
L'arc de Berà (sovint escrit incorrectament com a Arc de Barà) és un arc honorífic situat a Roda de Berà, a uns vint km al nord de la ciutat de Tarragona. L'arc està situat sobre el traçat del que fou la via Augusta, actualment sobre la carretera N-340. Fou erigit per disposició testamentària de Luci Licini Sura a final del segle i aC, i dedicat a l'emperador August. D'una sola obertura, està construït amb carreus de pedra local, amb vuit pilastres estriades, rematades per capitells corintis, que sostenen un entaulament amb una inscripció que al·ludeix a la construcció de l'obra. Se suposa que fou dedicat a August o al seu geni, i que serví per a marcar els límits territorials que depenien de Tàrraco.

## Descripció
L'arc de Berà va ser construït amb carreus de pedra calcària local, procedent de la pedrera de l'Elies, molt propera, al costat de l'actual nucli urbà de Roda de Berà. Els carreus del sòcol del podi estan tallats en una pedra de diferent color i més consistent. A partir de l'anàlisi i de l'estudi comparatiu dels diferents elements i del conjunt de l'arc, es pot afirmar que és un exponent de l'arquitectura a les províncies occidentals de l'imperi al final del s. i aC. Els elements clau per a aquesta afirmació són: la tècnica constructiva, l'estructura global de l'edifici, la disposició dels elements i la morfologia dels seus capitells. Es va dissenyar amb la unitat de mesura del peu romà de 0,296 m i es van establir dos mòduls bàsics de dos i mig i cinc i mig peus romans. Aquesta modulació permet determinar que l'origen, l'arc tenia un àtic en la part superior, les restes del qual poden observar-se en dibuixos antics i en els comentaris dels arquitectes responsables de la restauració de l'any 1788.
Construït amb opus quadratum, és un monument d'una gran sobrietat i de formes molt senzilles, que s'inclou dins del grup d'arcs d'una sola obertura, per la qual discorria la via Augusta. De planta rectangular, recolza sobre dos podis amb sòcol. El cos central està presidit per l'arc, destacat per una arquivolta motllurada. Emmarquen l'arc dues lesenes, a la part interna, i dues lesenes d'angle en els extrems de les façanes principals de l'edifici. Aquestes lesenes, amb bases àtiques, fusts acanalats i capitells corintis, recolzen sobre una motllura correguda que fa les funcions de plint. L'entaulament de l'edifici estava format per un arquitrau —motllurat a la part superior—, un fris —també motllurat i amb una inscripció—, i una cornisa amb denticulats. Actualment, només es conserven alguns elements originals de l'arquitrau i del fris. De la cornisa original romana, es van recuperar uns fragments en el curs de les excavacions realitzades l'any 1994, que han estat reposats en la darrera restauració portada a terme. Als costats menors del monument, dues lesenes d'angle ocupen el cos central.

## Context

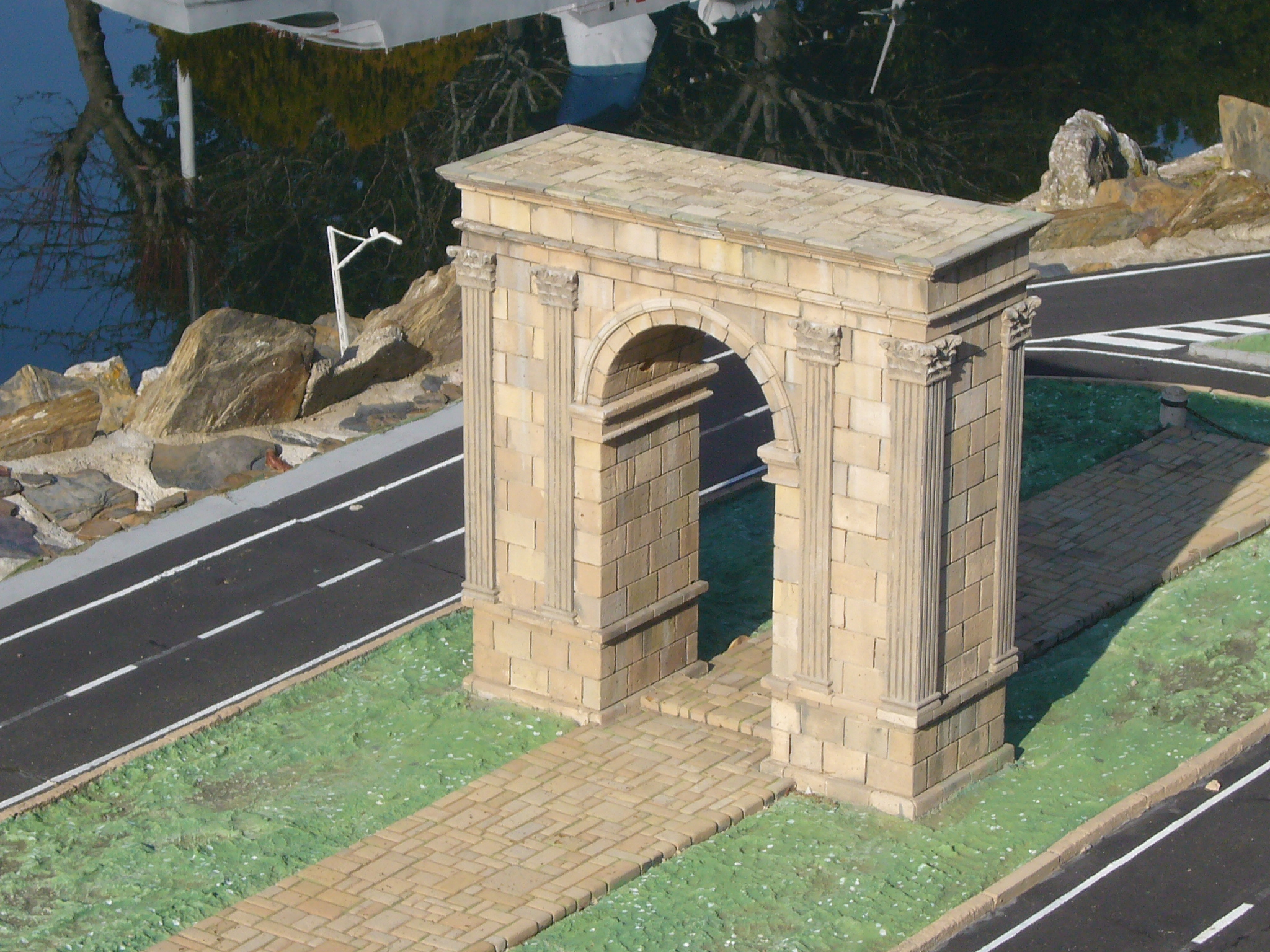
Maqueta de Catalunya en miniatura de l'arc de Berà

L'arc de Berà va ser construït al traçat de l'antiga via Augusta a les darreries del s. i aC, pel volts dels anys 15-5 aC. Molt probablement, va ser consagrat a l'emperador August o bé al seu numen o genius, en un moment en què aquesta via va ser objecte d'una reforma. Una inscripció parcialment conservada ens indica que fou erigit per disposició testamentària de Luci Licini Sura, un ciutadà romà resident a Tàrraco.
Al curs de la història, l'arc ha estat objecte de nombroses modificacions i restauracions, que podem seguir des de la primera menció escrita de què disposem, datada el 1525, gràcies a les representacions gràfiques que s'han anat succeint al llarg del temps. Entre 1984 i 1992, va ser objecte d'una sèrie de treballs de recerca i documentació que van aportar una nova visió del monument, recollida en una publicació de Xavier Dupré Raventós.

### Arcs honorífics
L'arc romà ve a substituir la columna honorífica grecohel·lenística i, com aquesta, estava pensat per suportar una estàtua o un grup d'estàtues. Amb un clar valor honorífic, els arcs no van ser sempre erigits per a commemorar una victòria militar i, per això, encara que se'ls coneix genèricament com a arcs triomfals, és més adequat utilitzar el terme d'arc honorífic per a designar aquest tipus de monuments.
El seu programa iconogràfic i decoratiu inclou normalment relleus, alguna estàtua coronant-lo i les inscripcions, on es fa esment dels personatges homenatjats, les dedicatòries i el motiu de la construcció. Els mots llatins que designen aquest tipus de monument són: fornix —utilitzat en època republicana—, arcus i ianus. Aquest darrer utilitza el nom d'una divinitat arcaica del passatge per a referir-se a un tipus de monument, l'arc, que esdevé la veritable expressió del ritu del passatge, erigint-se en llocs de caràcter sagrat o especialment significatius.
Des d'August, es difon ràpidament aquest tipus de construcció per totes les províncies de l'imperi, i el principal motiu d'homenatge és el mateix emperador, per la qual cosa la immensa majoria dels arcs seran edificats pels emperadors o per als emperadors. Si s'observa el conjunt d'arcs construïts en època augusta, la gran majoria foren erigits en honor d'August i, principalment, dedicats pel Senatus Populusque Romanus. Es converteixen, així, en un element significatiu de la presència de Roma.
No tots els arcs, però, tenien la mateixa funció. Alguns en definien els límits d'un territori, normalment relacionats amb les vies de comunicació. D'altres es trobaven integrats en l'entorn urbanístic d'un municipi o d'una colònia, delimitant-ne el territori, o relacionats amb els rius. Alguns en tenien un marcat caràcter funerari, construïts en memòria d'una persona o d'una família destacada.

### Arcs hispànics
A partir del Principat d'August, a les principals ciutats de les províncies hispàniques i a les vies de comunicació, va aparèixer un nou tipus de construcció: l'arc honorífic, que podia ser promogut per iniciativa pública, o bé per l'acció dels mateixos ciutadans.
Seguint el model nascut a Roma, ja en època republicana, es va difondre ràpidament la moda de construir-ne per totes les províncies de l'imperi. Malgrat tot, tan sols uns pocs n'han arribat fins a nosaltres amb estats de conservació diversos. És el cas dels d'Alcàntara i Càparra a Càceres, el de Cabanes a Castelló, el de Medinaceli a Sòria, el de Mértola a Portugal i els de Martorell (Barcelona) i Berà, que ens ocupa. D'altres, desapareguts, es coneixen gràcies als dibuixos realitzats quan encara existien —és el cas de l'arc de Sàdaba—; d'altres ens són coneguts per alguns dels seus elements arquitectònics —cas de l'arc de Ciempozuelos (Madrid), el de Còrdova, Itàlica (Sevilla), Llíria (València), Màlaga, Mèrida o Tarragona —construït al Fòrum de la Colònia—, del qual ens han arribat una sèrie de relleus amb la representació d'armes i captius. En altres casos, l'existència ve documentada per materials epigràfics —Lucentum (Alacant), Xèrica (Castelló) o Mengíbar (Jaén)—, així com per les emissions de monedes, com és el cas del probable arc de Tàrraco dedicat a Galba l'any 68 o principis del 69 dC per a commemorar l'alliberació d'Hispania dels abusos de Neró i dels seus legats.
Amb relació a les tipologies, es tenen tota mena de representacions: d'una sola obertura —com el de Berà—; de tres buits —com el de Medinaceli—, o, fins i tot, quadrifonts —com és el cas de Càparra. Les principals característiques dels arcs honorífics construïts a les províncies romanes de la península és la seva sobrietat, tot i que, encara que es destaqui la gran senzillesa decorativa dels monuments hispànics en relació als d'altres províncies de l'imperi, no s'ha d'oblidar ni l'existència dels elements ornamentals d'alguns d'aquests —que han arribat als nostres dies—, ni el fet que, generalment, aquest arcs estaven coronats per estàtues o per grups escultòrics.

## Història
L'arc de Berà es va construir en el punt en què la via Augusta travessava el límit de l'ager tarraconensis, a unes 14 milles al nord-est de la ciutat de Tàrraco. Punt geogràficament important, però sense relació amb un límit jurídic de l'administració romana. No es pot considerar, doncs, un arc territorial, sinó un arc del tipus que s'ha anomenat semiurbà. El context històric en què s'ha de referenciar la construcció de l'arc de Berà ve dominat per la reforma administrativa endegada per August el 27 aC i en la qual Tàrraco passa a ser capital de la Provincia Hispania Citerior. En el mateix marc, s'ha de tenir en compte la reforma de la xarxa viària hispànica portada a terme per August dins de la seva reforma de les províncies hispàniques i de la seva política d'assentaments urbans.
Per a Tàrraco aquesta reforma té un gran significat, ja que representa un canvi de traçat de la via, que accedeix a la ciutat per l'est mitjançant una porta, de la qual es poden veure les restes a la base de la torre de les Monges del segle xv. La relació entre arcs honoraris i vies de comunicació s'estableix en època d'August amb la construcció l'any 27 aC dels arcs del pont Milvi a Roma i de la porta de Rímini —inici i final, respectivament, de la via Flamínia. A Hispania, tenim els exemples dels arcs de Martorell i Mengíbar, que es troben en el recorregut de la via Augusta i que haurien estat realitzats per iniciativa oficial. La construcció d'arcs honorífics fruit de la iniciativa privada, relacionats amb la construcció de vies, té exemples notables com és el cas dels arcs de Saint-Chamas o l'arc de Saintes. El motiu de la construcció de l'arc de Berà, doncs, podria estar relacionat amb la reforma de la via Augusta, construït per iniciativa d'un personatge privat (Luci Licini Sura) i dedicat a l'emperador August en el marc del culte imperial, que tants exemples presenta a Tàrraco, ciutat on l'emperador va residir dos anys.

### Promotor
Luci Licini Sura, ciutadà romà que probablement va morir a Tàrraco al final del s. i aC, va ser qui va decidir la construcció de l'arc de Berà. El nom d'aquest personatge apareix en la inscripció que actualment es troba en quatre blocs de l'arquitrau de la cara nord del monument. Se sap, però, que fins a la restauració de 1840, es conservaven dos blocs més i que devia ocupar l'espai central del fris de la façana meridional. Mitjançant dibuixos i documents, així com per les parts actualment conservades, es pot proposar una lectura d'aquesta inscripció que ens refereix la voluntat de Luci Licini Sura perquè, una vegada mort, es construís aquest edifici dedicat, probablement al mateix emperador August. Aquest no apareix en la inscripció, però és possible que hi fos citat, com a objecte de l'homenatge, en una altra inscripció que podia haver existit en l'àtic que devia coronar l'arc.
Per la inscripció se sap, també, que Luci Licini Sura pertanyia a la tribu Sèrgia i que, per tant, no era originari de Tàrraco —capital de la província de la Hispania Citerior—, que pertanyia a la tribu Galèria. No es coneixen més dades sobre la vida d'aquest personatge, però el fet que a la seva mort disposés la construcció d'un arc, en un acte d'altruisme, fa pensar que devia ser una persona acomodada que devia tenir una activa participació en la ciutat.
Segons les darreres investigacions, el Luci Licini Sura que apareix a la inscripció de l'arc es podria identificar amb L(ucius Licinius) Sura, praefectus de la Colonia Victrix Iulia Lepida, que apareix documentat en una emissió de monedes de l'any 39 aC, i no al Luci Licini Sura —senador i amic de l'emperador Trajà—, amb qui tradicionalment s'havia relacionat. Donada la importància que adquireix Tàrraco durant el darrer quart del s. i aC —convertida en capital de la província i amb la presència d'August—, no és estrany que el praefectus de Lèpida volgués continuar la seva carrera política en aquesta ciutat.

### Evolució de la seva imatge
L'arc de Berà es trobava ja bastant deteriorat l'any 1563, quan A. Van de Wyngaerde el va dibuixar. Durant els segles xvii i xviii, va continuar un lent procés de degradació fins a l'any 1788, en el qual va ser objecte d'una acurada i parcial restauració, dirigida per l'arquitecte Joan Antoni Rovira. Aquesta consistí, fonamentalment, en la substitució dels carreus que es trobaven degradats i en la construcció d'obra nova d'una part del monument que havia desaparegut.
El 1840, va patir una nova restauració —en aquest cas molt lamentable—, promoguda pel governador de Tarragona, Juan Van-Halen, amb l'objectiu de dedicar el monument, reestructurat, a la reina Isabel II i al general Espartero, rebatejant-lo amb el nom d'«Arco de la paz». L'objectiu, doncs, no va ser una restauració i recuperació del monument, sinó una reutilització. Aquesta comportà una intervenció que va provocar la destrucció d'alguns elements únics —blocs de la cornisa—, la desaparició de dos dels sis carreus de la inscripció llatina —els altres quatre es van recol·locar al centre de l'arquitrau— i el repintat de tot el monument amb una capa de color ocre. A més, es van instal·lar dues inscripcions que feien referència a la restauració.

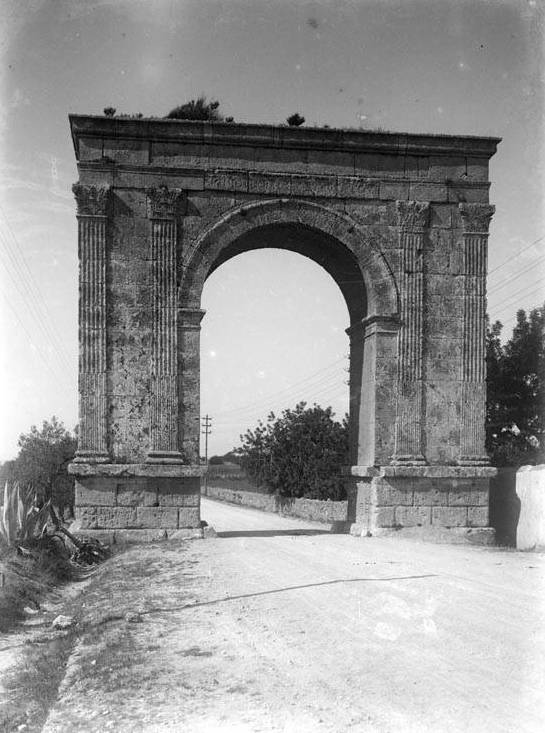
L'Arc de Berà als anys 1920

El juliol de 1936, l'arc va patir els efectes d'un atemptat que en va posar en perill l'existència. El Servei de Catalogació i Conservació de Monuments de la Generalitat de Catalunya va intervenir immediatament, apuntalant provisionalment el monument i realitzant una restauració molt respectuosa amb la realitat de l'edifici. L'aspecte que presenta l'arc de Berà, doncs, és molt diferent de l'original. Tan sols quatre dels capitells de lesena que es conserven són d'època romana i bona part dels blocs dels paraments del monument són el fruit de les restauracions anteriorment citades.
Amb posterioritat al procés d'investigació portat a terme entre 1984 i 1992 —que va donar com a fruit un coneixement acurat del monument i del seu estat de conservació—, i a les campanyes d'excavació que es realitzaren els anys 94 i 97, es va desenvolupar la darrera intervenció restauradora sobre l'edifici, basada en tres projectes successius —agost de 1992, gener de 1995 i novembre de 1996—, redactats per l'arquitecte Jaume Costa i l'arqueòleg Xavier Dupré i finançats pel Ministerio de Fomento. Aquesta intervenció, que li ha donat el seu aspecte actual, va ser inaugurada el maig de 1998.

### Ús simbòlic
A més de ser un monument clau de l'art romà i de ser considerat un element molt important per al coneixement del desenvolupament de l'època romana en les nostres contrades, l'arc de Berà ha esdevingut un símbol i un reclam, se'n va utilitzar la imatge en el transcurs de diferents èpoques. Portades de llibres de temàtica històrica o turística; anagrames d'empreses, associacions o clubs, que hi han cercat la imatge la solidesa ; imatge reproduïda en tota mena de materials (cartells, samarretes, pins…); objecte de representació des de l'inici de la fotografia i la subseqüent reproducció de postals en blanc i negre, acolorides o en color; testimoni mut del pas de la història, que n'ha utilitzat la imatge amb finalitats diverses —com pot apreciar-se en les filmacions obtingudes de diferents esdeveniments transcorreguts des del principi de segle fins a l'actualitat—; nom i objecte mític d'una romanitat que ha arribat fins als nostres dies.

## Historiografia
A banda de diverses referències inèdites, la primera notícia bibliogràfica que tenim de l'arc de Berà es deu a P. A. Beuter (1538), que el relaciona amb un personatge llegendari —de nom Bara— i un episodi inversemblant de la lluita entre romans i les tribus ibèriques. També és Beuter (1546) qui en dona la primera representació gràfica, esquemàtica, amb un arc molt estilitzat i coronat per un frontó triangular.
L. Pons d'Icart, si bé es limita a recopilar confuses especulacions sobre l'origen del topònim (1572), és el primer a transcriure sense errors la part que es conservava de la inscripció (en un manuscrit que va romandre inèdit però fou —indirectament— el punt de partida de la tradició epigràfica posterior). A. Agustí, fent ús de la seva erudició històrica, considera el monument un arc triomfal —«hecho a un Lucio Licino Sura»— de l'època de Trajà (1587). L'opinió d'Agustí va tenir una gran repercussió i el seu llibre va tenir moltes traduccions i reedicions, en algunes de les quals es va incorporar un gravat amb una bella reconstrucció de l'arc, amb la inscripció inclosa (aquesta imatge ja apareix en una edició italiana de 1592). De les observacions d'Agustí dependran moltes obres posteriors, com la de J. Pujades (1609), i —de fet— no hi ha aportacions significatives fins a la segona meitat del segle xviii. E. Flórez (1769), després d'analitzar críticament la bibliografia anterior, també segueix Agustí, però incorpora a la seva descripció un excel·lent gravat (a partir d'un dibuix, a escala, de F. Bonifàs), que mostra l'estat de conservació de l'arc poc abans de la restauració parcial de 1788.
Destacable és l'aportació d'A. de Laborde (1806), amb una documentada descripció del monument —amb informacions sobre les restauracions del final del segle anterior— i, sobretot, dues extraordinàries làmines (a partir de sengles dibuixos dels arquitectes J. Ligier i J. Moulinier): l'una amb una vista general de l'arc i l'altra amb la reconstrucció i diversos detalls —a escala— de la decoració arquitectònica. J. F. Albiñana i A. de Bofarull (1849), a més de criticar la infausta «restauració» portada a terme nou anys abans i de donar-nos les mesures bàsiques de l'arc, incorporen al seu text un gravat (realitzat per D. Soberano) que presenta una mena de reconstrucció «virtual» dels angles superiors.
Gairebé coincidint amb la realització de les primeres fotografies de l'arc, E. Hübner (1869) estudià detingudament la documentació epigràfica anterior i establí la lectura crítica de la inscripció. A Fernández-Guerra (1870) presentà la hipòtesi que l'arc marcava el límit oriental entre els territoris dels cessetans i dels ilergets. Al segle xx, han vist la llum molts treballs científics —generals i de detall— sobre el monument, dels quals podem esmentar els dels arquitectes R. Reventós i N. M. Rubió (1931), l'historiador A. García y Bellido (1974), l'epigrafista G. Alföldy (1975), l'arquitecte A. Jiménez (1975 i 1977) i, especialment, la tesi doctoral de l'arqueòleg Xavier Dupré (1994).